# Kustö gård
Kustö gård (finska: Kuusiston kartano) är en herrgård i S:t Karins i Finland. Gårdens nuvarande huvudbyggnad är från år 1738 och därmed en av Finlands äldsta bevarade träbyggnader. Kustö gård ligger nära Kustö biskopsborg. Biskopsborgen med tillhörande gård i öns östra del hörde till landets administrativa centrum på 1300-talet.
Nu för tiden är gården en konstgård, ett sommargalleri för nutidskonst.

## Historia
Under tidig medeltid grundades Kustö biskopsborg som en bostadsborg för Sveriges romersk-katolska biskopar i Finland. Kustö gård nära slottet var en av många gårdar som ansvarade för biskopsborgens matservice. Reformationen fråntog biskoparna makten och år 1528 gavs order att biskopsborgen skulle förstöras. Efter reformationen var Kustö gård som Åbo slotts ladugård.
Släkterna Bielke och Oxenstierna fick gården som en förläning år 1625. Förläningen var dock inte långvarig. År 1642 returnerades gården till kronan när den blev en prebendegods för Åbo läns landshövding. Mellan år 1685 och 1691 hörde gården till Åbo hovrätts presidenter varefter Kustö gård fastställdes som tjänstebostad för Åbo och Björneborgs läns infanteriregementens överste. Inledningsverket avskaffades år 1810 när Finlands område blev en del av Ryska storfurstendömet.
Änkan till Kustö gårds sista överste fortsatte att hyra gården fram till år 1816. Efter henne blev hovrättens president Adolf von Willebrand den nya hyresgästen. Von Willebrands son och därefter sonens svärson var också hyresgäster på Kustö. Gårdens sista hyresgäst var släkten Palin som köpte gården år 1950. Släkten Palin skänkte Kustö gårds huvudbyggnad och tomt till Åbo stad år 1967. Åbo stad skänkte gården vidare till Museiverket år 1977.
Museiverket restaurerade Kustö gårds huvudbyggnad mellan 1978 och 1989. Därefter var gården ett museum och en sommargalleri för nutidskonst fram till slutet av 2012 då museet stängdes slutgiltigt. Från och med år 2013 har endast sommargalleriet huserat i byggnaden.
År 2014 tog Senatfastigheter över Kustö gård och Kustö biskopsborg. Orsaken var att Museiverket var tvungen att spara cirka tre miljoner euro.